# Tomasz Ostaszewski

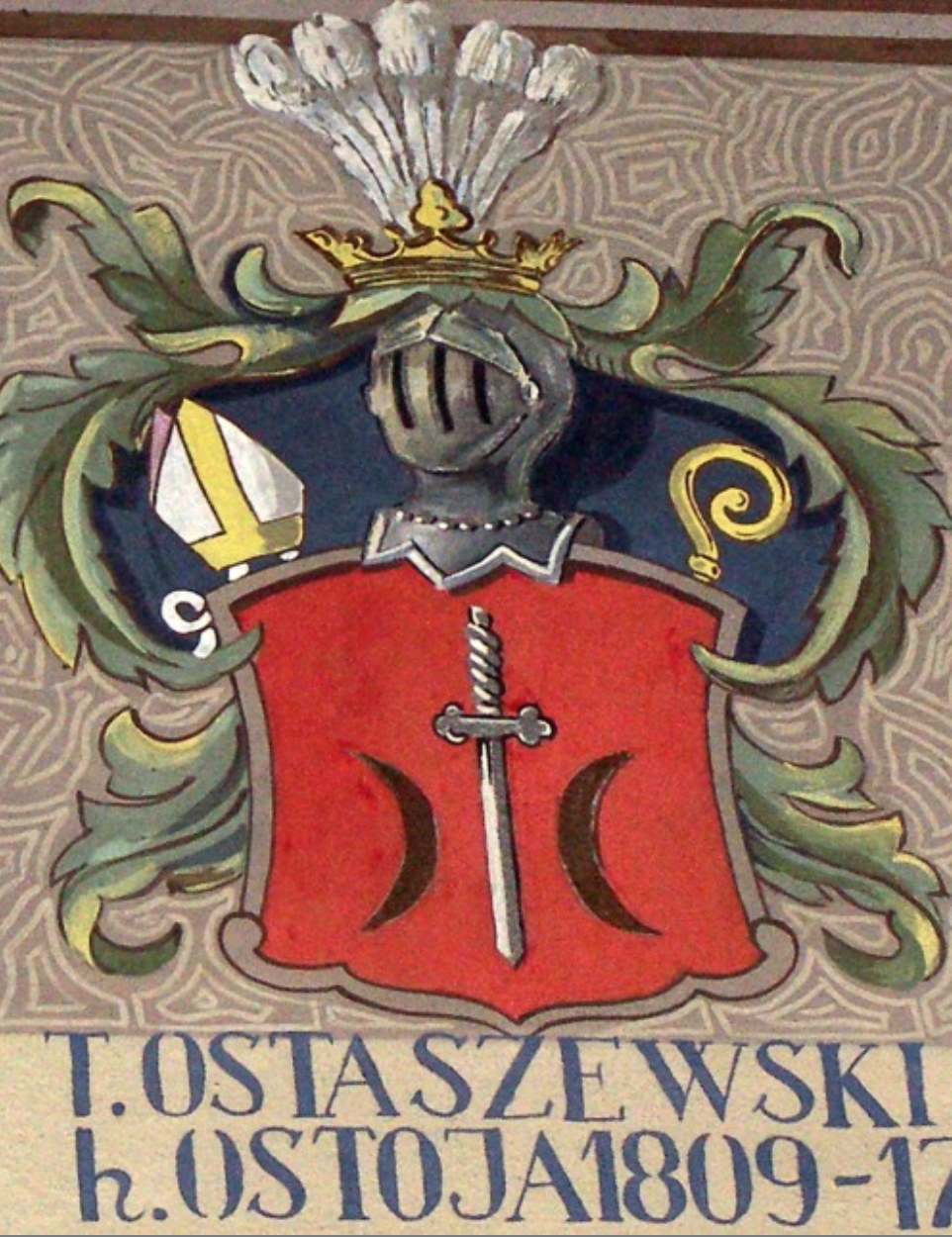
Herb biskupa Tomasza Ostaszewskiego na fryzie w katedrze płockiej

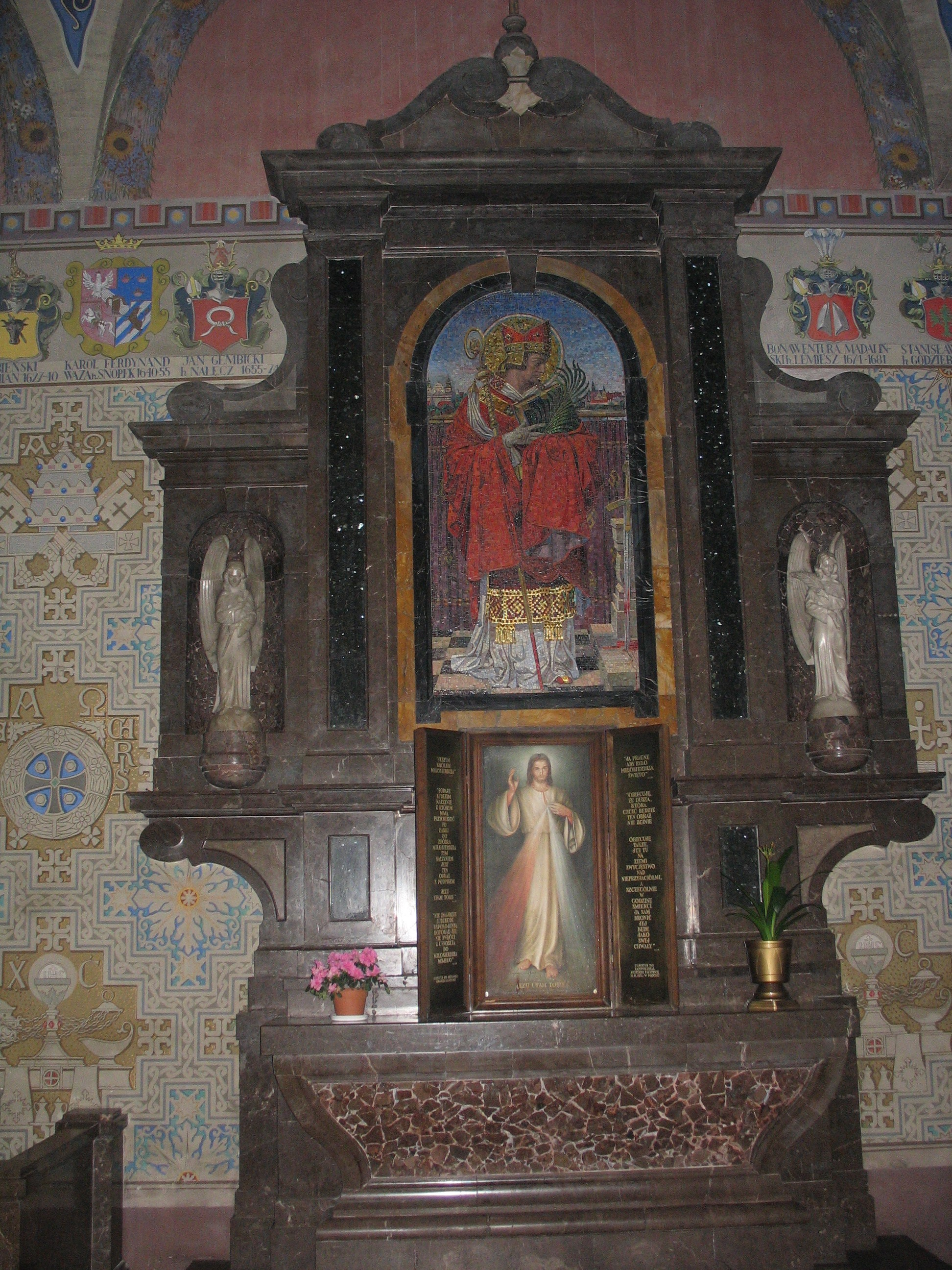
Ołtarz św. Stanisława BM w katedrze płockiej. W tle herby biskupów płockich

Tomasz Ostaszewski herbu Ostoja (ur. 20 grudnia 1746, zm. 17 stycznia 1817) – biskup płocki 1809–1817, senator Księstwa Warszawskiego i Królestwa Polskiego, kawaler Orderu Św. Stanisława.

## Życiorys
Pochodził z rodziny Ostaszewskich herbu Ostoja. Był synem Floriana Antoniego Ostaszewskiego, skarbnika bracławskiego, następnie wojskiego ciechanowskiego, i Marianny z Bartołtów, właścicieli dóbr Gołotczyzna w ziemi ciechanowskiej.
W 1761 r. wstąpił do zakonu Jezuitów. Ukończył seminarium. W 1770 otrzymał święcenia kapłańskie z rąk biskupa Hilarego Szembeka, ówczesnego koadiutora chełmińskiego. 
Karierę kościelną rozpoczął u boku biskupa chełmskiego, a następnie poznańskiego, Antoniego Onufrego Okęckiego.
W 1773 został kanonikiem chełmskim, w 1780 kanonikiem poznańskim. W 1778 był proboszczem parafii Uchanie.
W 1780 jego rodzony brat Jan Ostaszewski ożenił się z córką stryjecznego brata wspomnianego biskupa Antoniego Onufrego Okęckiego, co mogło dopomóc w dalszej karierze kościelnej młodego kanonika.
W 1783 otrzymał doktorat obojga praw w Akademii Krakowskiej.
W 1789 otrzymał jako beneficjum prepozyturę garwolińską, nie bez związku z przysługą, jaką wyświadczył królowi: dał rozwód Aleksandrze Grabowskiej, która była córką faworyty Stanisława Augusta Poniatowskiego, Elżbiety Grabowskiej. Z racji znakomitego uposażenia, niejedną intratną prepozyturę przedkładano wówczas na biskupstwo.
W 1790 został opatem komendatoryjnym w Obrze.
W latach 1791–1792 organizował dla "ubogich a cnotliwych panienek" w kościołach warszawskich "loteryę na posagi”. Panny musiały spełnić pewne "kondycye" i złożyć odpowiednie świadectwa, po czym była “ciągnięta loterya, aby los determinował posagi dla panien każdego urodzenia, równie dobre okazujących świadectwa.”
W okresie Sejmu Czteroletniego 1788-1792 stanął po stronie reform, jak jego brat, Nereusz Ostaszewski, poseł na ten sejm.
W 1792 przystąpił, podobnie jak wspomniani biskupi Okęcki, Szembek, do konfederacji targowickiej. 
Po śmierci Okęckiego pełnił, od 1793 roku, funkcje wikariusza generalnego warszawskiego.
Następny krok w karierze kościelnej zrobił w okresie Księstwa Warszawskiego.
Na wniosek ministra spraw wewnętrznych i religijnych Księstwa Warszawskiego, Jana Łuszczewskiego został – po śmierci biskupa Onufrego Kajetana Szembeka – wybrany przez kapitułę w dniu 7 marca 1809 biskupem płockim. Od tej chwili tytułował się biskupem-nominatem, zgodnie z życzeniem ministra spraw wewnętrznych i religijnych. 
Nominacja ta, choć po myśli władz rządowych Księstwa Warszawskiego, nie otrzymała jednak prekonizacji papieża - po zatargu papieża Piusa VII z Napoleonem w latach 1809-1814 i uwięzieniu papieża we Włoszech i Francji, Stolica Apostolska nie udzielała prekonizacji na terenach będących pod władzą Napoleona.
“Rządził tą dyecezyą, iako Administrator, aż do odebrania sakry z Rzymu, która mu nadeszła, gdy iuż ciężką chorobą paraliżową był złożony”, jak donosiła ówczesna gazeta. 
Jako biskup-nominat zaprzestał używać tytułu książęcego, tradycyjnie przybieranego przez biskupów płockich. Według tradycji arcybiskup gnieźnieński i prymas tytułował się księciem łowickim, biskup krakowski - księciem siewierskim, biskup warmiński - księciem warmińskim, a biskup płocki - księciem pułtuskim. Ostaszewski zarzucił ten zwyczaj. Ostatnim biskupem płockim, który używał tytułu księcia pułtuskiego, był jego poprzednik na stolcu biskupim płockim, Onufry Kajetan Szembek. 
Zwrócił się z apelem do duchowieństwa, by zajęło się oświatą ludu i popierało zamierzenia edukacyjne władz. Jego list pasterski do duchowieństwa na temat roli i znaczenia oświaty spotkał się z uznaniem władz Księstwa Warszawskiego.
W 1811 roku zajął stanowisko w sprawie szczepień przeciw ospie. Pouczał wiernych, iż szczepienie jest lekarstwem. Niesłusznie rozumują niektórzy, jakoby stanowiło to poprawianie Pana Boga i sprzeciwianie się Jego woli; kto ma umrzeć, tego śmierć dosięgnie i po zaszczepieniu. Jego odezwę zachęcającą wiernych do szczepień czytano w kościołach przez trzy niedziele. Organizacją szczepień zajmowały się władze cywilne, a księża ogłaszali z ambon ustalone przez lekarzy daty.
Był zwolennikiem zniesienia wymogu pochodzenia szlacheckiego przy otrzymywaniu dostojeństw i godności duchownych. Na jego wniosek kapituła płocka pozwoliła w maju 1815 roku instalować na jedną z kanonii diecezji księdza mianowanego przez Radę Stanu Księstwa Warszawskiego, chociaż nie przedstawił dyspensy papieskiej od przeszkody braku pochodzenia szlacheckiego.
Oficjalna prekonizacja Ostaszewskiego na biskupstwo płockie nastąpiła 4 września 1815, a więc już po upadku Napoleona i utworzeniu Królestwa Polskiego. Sakry udzielił mu w dniu 12 listopada 1815 biskup kielecki Wojciech Jan Górski, przy czym Ostaszewski "ledwie mógł dla mocnej słabości zdrowia obrządek konsekracji odbyć."
Jako biskup-nominat miał od 1809 roku krzesło w senacie Księstwa Warszawskiego, ale podobnie jak inny biskup-nominat, kujawski Franciszek Skarbek-Malczewski, w posiedzeniach senatu nie brał udziału. Sprawy tych dwóch nominatów: Malczewskiego i Ostaszewskiego, trafiły w Rzymie ad acta z powodu uwięzienia papieża. Według Encyklopedii Orgelbranda obaj ci biskupi nie uczestnicząc w posiedzeniach senatu "uchybili tradycji, bo zwykle nasi biskupi po nominacji królewskiej, jeszcze przed bullą, a więc przed wyświęceniem się, zajmowali krzesła senatorskie". Ostaszewski był potem formalnie senatorem Królestwa Polskiego, ale będąc sparaliżowany nie uczestniczył w obradach senatu.
Był pierwszym, który w liście pasterskim powiadomił społeczeństwo o utworzeniu Królestwa Polskiego. Pierwsza urzędowa wzmianka o utworzenia Królestwa Polskiego ukazała się bowiem w jego liście pasterskim z dnia 25 czerwca 1815 r.
Ze względu na zły stan zdrowia, spowodowany wylewem krwi do mózgu i częściowym paraliżem, przydano mu w grudniu 1816 koadiutora - prałata Adama Michała Prażmowskiego. 
Zmarł w Warszawie w 1817. Pochowany został w warszawskiej Katedrze św. Jana. 
Z zapisanych przez niego funduszy odrestaurowano katedrę płocką.
Zachowany portret biskupa Tomasza Ostaszewskiego znajduje się w kolegiacie w Pułtusku.
Odznaczony był Orderem Świętego Stanisława (w 1791 roku).
Poeta Marcin Molski napisał taki oto panegiryk na cześć biskupa Ostaszewskiego:

Pasterzu! co z wyroku Polskiego Tytusa,
W okręgu Płockim pasiesz owieczki Chrystusa,
A pracując z pożytkiem dusz w Pańskiej winnicy,
Powinność Senatora pełnisz w tej stolicy.
Racz przyjąć w podanie wspaniałej poręki,
Od wdzięcznego kapłana życzenia i dzięki.
Zapewne głos mój słaby wyrazić nie zdoła,
Starań twoich - o dobro ludu i kościoła..